# Ahmad Baba (cráter)
Ahmad Baba és un cráter de impacto de 126 km de diámetro del planeta Mercurio. Debe su nombre al escritor sudanés Ahmad Baba  (1556-1627), y su nombre fue aprobado por la  Unión Astronómica Internacional en 1979.